# Betsy Jolas
Betsy Jolas (Parijs, 5 augustus 1926) is een Frans-Amerikaans componiste.

## Biografie
Betsy Jolas werd in 1926 te Parijs geboren als dochter van de Franse dichter en journalist Eugène Jolas en de Amerikaanse vertaalster Maria McDonald. Haar ouders gaven het literaire tijdschrift transition uit. Na de Duitse inval in 1940 verhuisde het gezin naar de Verenigde Staten. Aan Bennington College in Vermont studeerde ze muziek. De renaissancemuziek die ze hier leerde kennen zou een grote invloed op haar stijl hebben.
Nadat ze in 1946 in Bennington afstudeerde, ging Jolas terug naar Parijs om daar, aan het Conservatoire national supérieur de musique, haar muziekstudie voort te zetten bij Darius Milhaud en Olivier Messiaen. Vooral de kennismaking met de laatste was van groot belang. Net als verschillende generatiegenoten raakte ze in de ban van zijn revolutionaire muziekideeën. Als een van de weinige vrouwelijke componisten sprong ze mee op de kap van het serialisme, dat zich bij de volgelingen van Messiaen ontwikkelde (de zogenaamde School van Darmstadt).
In Parijs leerde ze ook haar man kennen, de arts Gabriel Illouz, met wie ze in 1949 trouwde. Het paar zou in Frankrijk blijven wonen en uiteindelijk drie kinderen krijgen. Jolas ging vanaf 1971 zelf onderwijzen aan het Conservatoire national supérieur, eerst als assistent van Messiaen, sinds 1975 als hoofddocente. Ook in haar tweede vaderland gaf ze van tijd tot tijd college.
Jolas is tot op hoge leeftijd blijven componeren. Ook na haar negentigste gaat met enige regelmaat nieuw werk van haar in première.

## Stijl
Hoewel Jolas duidelijk geassocieerd is met de school van Darmstadt, valt ze daar niet zonder meer onder. Weliswaar nam ze elementen van het serialisme over, maar anders dan bij de harde kern van de avant-garde bleef bij haar de melodie altijd gehandhaafd. Onder invloed van de renaissance-polyfonie kunnen stemmen zich ritmisch onafhankelijk van elkaar gedragen. Het denken in 'koorlogica' is volgens velen ook in haar instrumentale werk terug te horen.
Jolas schreef aanvankelijk vooral koormuziek, liederen en kamermuziek, maar ging eind jaren zestig ook voor orkest schrijven. Haar eerste opera, Le Pavillon au Bord de la Rivière, schreef ze in 1975; er zouden er nog twee volgen. Ook schreef Jolas toneelmuziek, klaviermuziek en bewerkingen van renaissancecomposities.